# Rhathymoscelis melzeri
Rhathymoscelis melzeri är en skalbaggsart som beskrevs av Costa Lima 1922. Rhathymoscelis melzeri ingår i släktet Rhathymoscelis och familjen långhorningar. Inga underarter finns listade i Catalogue of Life.